# Viljem II. Apulijski
Viljem II. Apulijski je bil od leta 1111 do 1127 vojvoda Apulije in Kalabrije, * 1095, † julij 1127.
Bil je sin in naslednik Rogerija Borse. Njegova mati Adela Flandrijska je bila pred poroko z njegovim očetom kraljica Danske. Viljem je bil polbrat Karla Dobrega, mateinega sina iz prvega zakona. 
Očeta je kot vojvoda nasledil leta 1111. Do njegove polnoletnosti je kot regentka vladala mati Adela. Tako kot njegov oče se je izkazal za popolnoma nesposobnega za upravljanje svojih italijanskih posesti in se ni mogel izogniti konfliktu s svojim  bratrancem Rogerijem  II. Sicilskim. Leta 1121 je v njunem sporu osebno posredoval papež Kalikst II. Viljem in Roger sta se azadnje dogovorila, da bo Rogerij zagotovil viteze in denar, da bo Viljem zavzel grofijo enega od svojih glavnih vazalov, Jordana Arianskega. V  zameno je Viljem Rogeriju prepustil  svoje sicilske in kalabrijske dežele.
Leta 1114 se je Viljem poročil s hčerko grofa Roberta iz Carazza, s katero nista imela otrok. Umrl je brez zakonitega potomca julija 1127. Vse svoje posesti je prepustil bratrancu Rogeriju II. Sicilskemu.
Viljem II. se v starejšem zgodovinopisju omenja kot nepomemben vladar, njegovi sodobniki pa so ga spoštovali. Bil je priljubljen med baroni in podložniki ter hvaljen zaradi svojih vojaških sposobnosti.

## Vira
- Houben, Hubert (2002). Roger II of Sicily: A Ruler Between East and West. Cambridge University Press.
- Matthew, Donald (1992). The Norman Kingdom of Sicily. Cambridge University Press.

| Viljem II. Apulijski Rojen: 1095 Umrl: 25. junij 1127 |                                          |                                 |
| Vladarski nazivi                                      |                                          |                                 |
| Predhodnik: Rogerij Borsa                             | Vojvoda Apulije in Kalabrija 1111 — 1127 | Naslednik: Rogerij II. Sicilski |